# Nässjö
Nässjö [ˈnɛʃøː] ist eine Stadt in der südschwedischen Provinz Jönköpings län und der historischen Provinz Småland. Die Stadt ist Hauptort der gleichnamigen Gemeinde.

## Geschichte
Nässjö erhielt die Stadtrechte im Jahre 1914. Allerdings gewann der Ort bereits ab dem Jahre 1864 an Bedeutung, als beschlossen wurde, die südliche Hauptbahnlinie von Malmö nach Falköping durch den Ort zu führen. Nach und nach wurde Nässjö zu einem Knotenpunkt des Schienenverkehrs ausgebaut. Der erste Bahnhof der Stadt war das erste öffentliche Gebäude nach Entwürfen des schwedischen Architekten Adolf W. Edelsvärd, der auch bei der Stadtplanung und dem Ausbau des Bahnhofsumfeldes beteiligt war.

## Infrastruktur und Tourismus

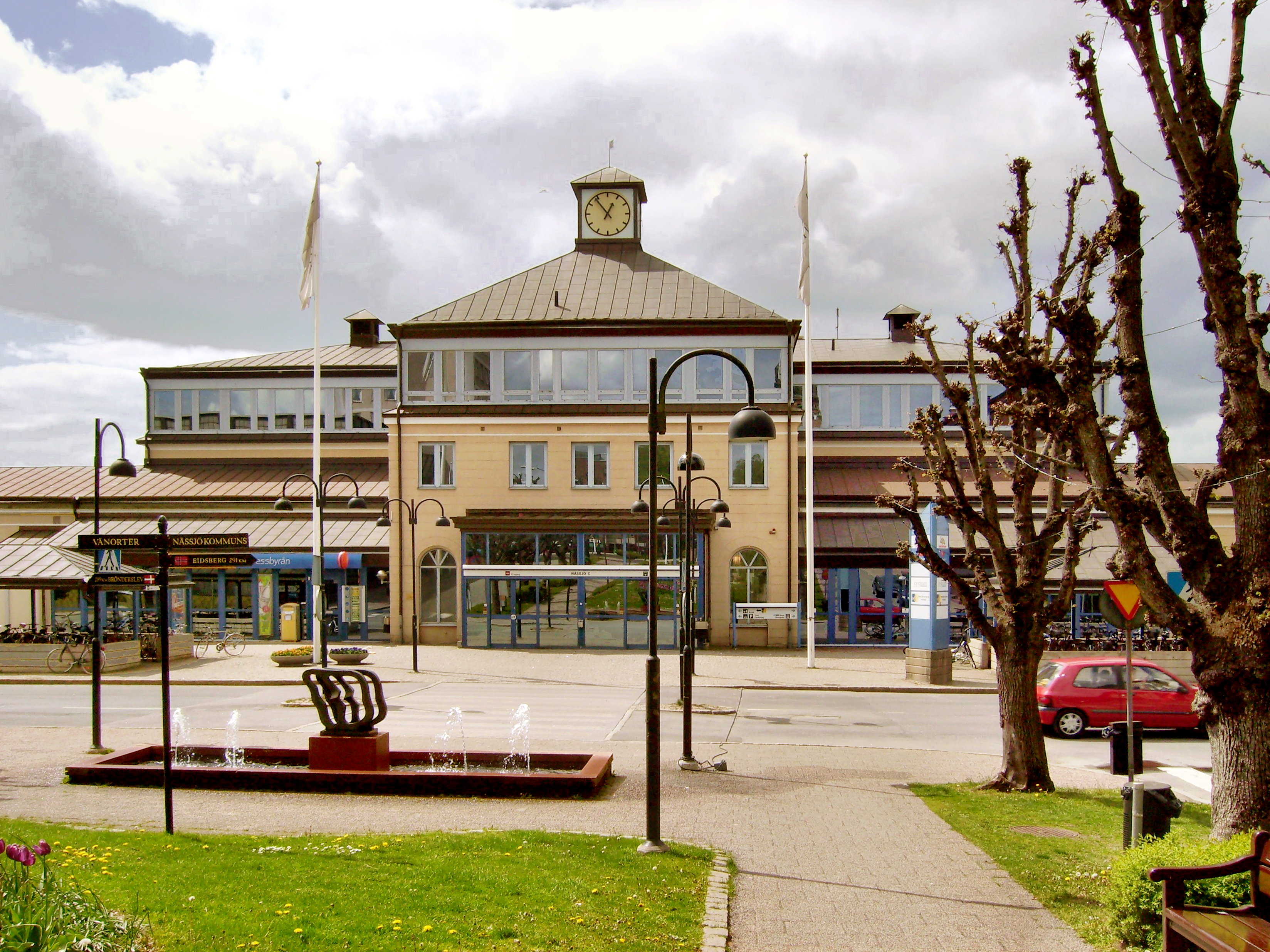
Bahnhof von Nässjö

Nässjö ist die einzige Stadt Schwedens, in der heute noch sechs verschiedene Eisenbahnlinien zusammenlaufen. Die Bedeutung des Ortes als Knotenpunkt des Eisenbahnverkehrs zeigt sich auch in einer lokalen Sehenswürdigkeit, dem Eisenbahnmuseum Nässjö (Nässjö Järnvägsmuseum), das sich mit der regionalen und nationalen Geschichte des Schienenverkehrs beschäftigt.
In einer historischen Mühle ist das Emåns Ekomuseum untergebracht. Das Museum befasst sich mit dem Fluss Emån, seiner Ökologie und Geschichte der lokalen Möbelherstellung.
Südwestlich von Nässjö befindet sich ein 324 Meter hoher Sendemast zur Verbreitung von UKW-Hörfunk- und Fernsehprogrammen.

## Wirtschaft
International bekannt sind Designerstühle der Nässjö Stolfabrik (auch: Nesto).

## Söhne und Töchter der Stadt
- Axel Gireon Wallenberg (1898–1996), Bildhauer und Medailleur
- Torsten Lindberg (1917–2009), Fußballnationalspieler und -trainer, Olympiasieger
- Dan Olweus (1931–2020), Persönlichkeitspsychologe und Mobbing-Experte
- Carl-Axel Hageskog (* 1954), Tennisspieler und -trainer, sowie Hochschullehrer
- Thomas Wernerson (* 1955), Fußballspieler
- Mats Erixon (* 1958), Leichtathlet
- Anders Engberg (* 1968), Metal-Sänger
- Daniel Andersson (* 1983), Bandyspieler
- Jesper Fast (* 1991), Eishockeyspieler

- Backyard Babies, Rock-Band